# Daniel Zeichner
Daniel Zeichner (ur. 9 listopada 1956) – brytyjski polityk, członek Partii Pracy. Od 2015 roku poseł do Izby Gmin z okręgu Cambridge.

## Życiorys
Urodził się w 1956 roku. Studiował historię na Uniwersytecie w Cambridge.
Czterokrotnie bez powodzenia kandydował do Izby Gmin. W 1997, 2001 i 2005 roku był każdorazowo drugi w okręgu Mid Norfolk. W 2010 roku kandydował w okręgu Cambridge, zajmując trzecie miejsce.
W 2015 roku został wybrany posłem do Izby Gmin z okręgu Cambridge. Uzyskał reelekcję w 2017, 2019 i 2024 roku.
8 lipca 2024 objął urząd ministra stanu (wiceministra) ds. bezpieczeństwa żywności i spraw wsi w Ministerstwie Środowiska Żywności i Spraw Wsi.